# 伊賀組
伊賀組（いがぐみ）は、江戸幕府における百人組の一つ。百人組は同心百人が配属されたことから鉄砲百人組とも称される。長は組頭と称した。伊賀組は神君伊賀越えの際道中を警護した伊賀忍者の子孫から構成され、江戸城大手三門の警備を担当し、甲賀組、根来組、二十五騎組とともに百人番所に詰めた。組頭は服部仲など。組屋敷は四谷仲町、後に伊賀町に与えられていた。